# Livyatan melvillei
Livyatan melvillei hay còn gọi là siêu cá nhà táng một thành viên đã tuyệt chủng của phân bộ cá voi có răng thời tiền sử và được xem là loài cá voi có răng to lớn nhất từng biết. Chúng có thể sống cách đây 13,5 đến 5 triệu năm. Những chiếc răng khổng lồ và kích thước cơ thể to lớn của loài cá voi này sẽ khiến nhiều người phải kinh hãi khi gặp chúng ở đại dương. Melvillei cùng với Megalodon trở thành hai loài săn mồi đỉnh cao, là đối thủ của nhau ở đại dương thời kỳ đó. Một là loài cá ăn thịt lớn nhất (Megalodon), hai là loài thú có vú săn mồi lớn nhất (L. Melvillei).
Các nhà nghiên cứu đã đặt tên cho loài này là Livyatan Melvillei. "Livyatan" là phiên âm của Leviathan, loài thủy quái khổng lồ trong thần thoại, còn "Melvillei" là dựa theo tên của nhà văn Herman Melville - tác giả cuốn tiểu thuyết Moby Dick nổi tiếng viết về một con cá voi to lớn, hung dữ và có sức mạnh khủng khiếp, được các tàu săn cá voi xem là chúa tể của đại dương.

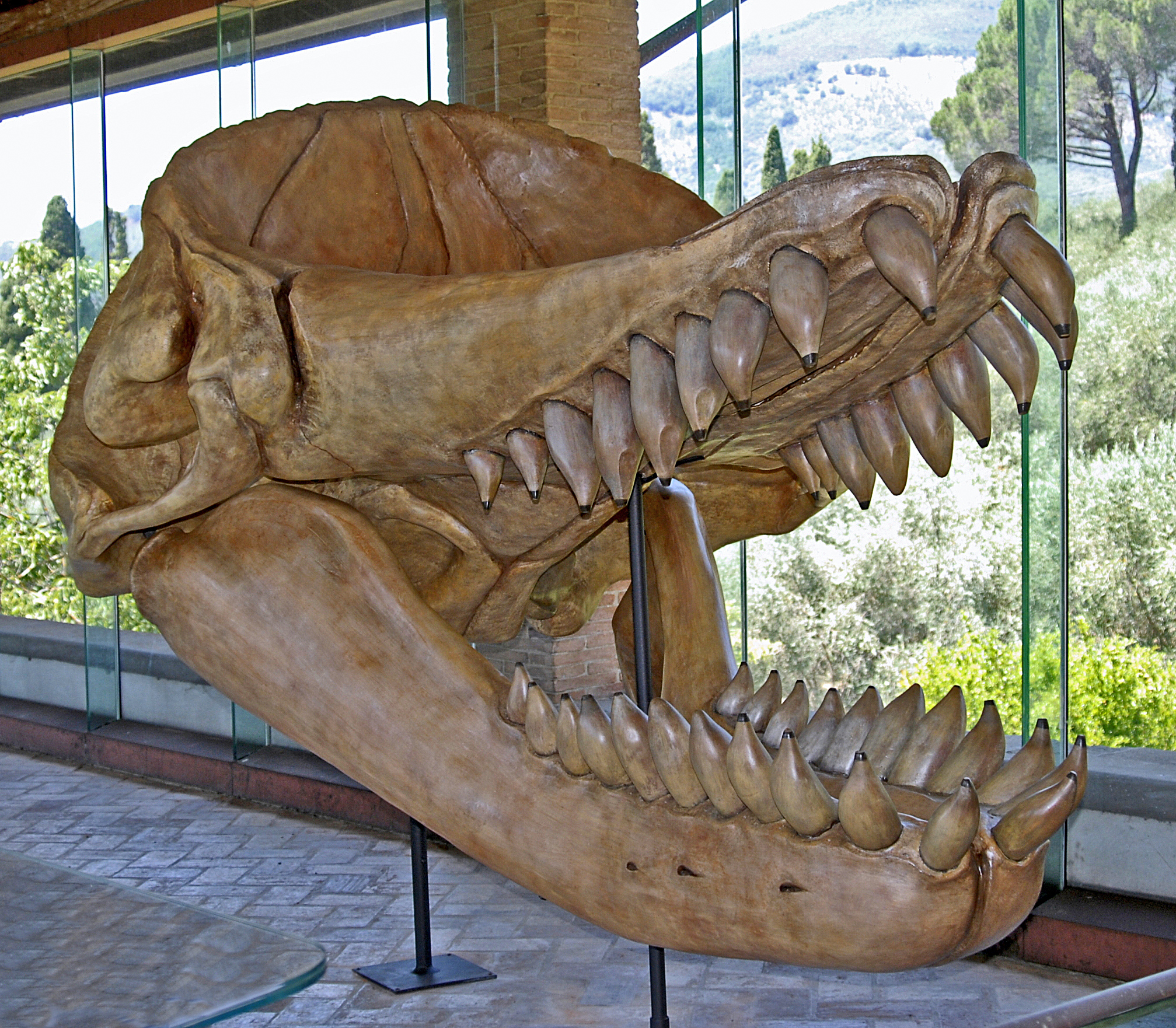
Hộp sọ và hàm răng của Livyatan

Kích thước của Siêu cá nhà táng có thể dài 20,7m và nặng đến 102,3 tấn. Nó sở hữu xương sọ dài 3 mét với hàm rộng và những chiếc răng nhọn hình nón dài tới 36 cm - chiếc răng lớn nhất trong tất cả những loài động vật từng được biết đến (trừ ngà voi), lực cắn của chúng có thể lên đến 10-16 tấn. Đồng thời các răng hàm trên còn có phần lõm giúp khít sát với răng hàm dưới khi khép miệng làm tăng khả năng cắt thịt.
Với kích thước to lớn và việc Livyatan melvillei cùng sống chung trong một vùng với siêu cá mập Otodus megalodon  thì việc 2 loài này có va chạm với những trận đấu nảy lửa là điều khó tránh khỏi. Về kích thước thì 2 loài tương đương nhau, nhưng Livyatan có một ưu thế quan trọng: loài này có thể săn mồi theo đàn trong khi Megalodon sống đơn độc, do vậy nếu xảy ra giao chiến thì 1 con Megalodon sẽ phải đấu với nhiều con Livyatan cùng một lúc, khi đó việc Megalodon bị thất bại là điều chắc chắn.
Kể cả khi đấu "một chọi một" thì Livyatan vẫn có nhiều ưu thế hơn so với Megalodon: 
- Livytan là động vật có vú nên có trí thông minh cao hơn nhiều so với cá mập. Livytan có thể suy nghĩ, lập ra chiến thuật tấn công tùy theo đối thủ, trong khi Megalodon chỉ biết tấn công theo bản năng.
- Những chiếc răng của Livytan dài gấp đôi so với Megalodon (36 cm so với 18 cm), chưa kể răng của Livyatan có hình chóp nhọn còn răng của Megalodon thì khá mảnh, nên cú cắn của Livyatan sẽ gây ra vết thương nghiêm trọng hơn nhiều.
- Hóa thạch Melvillei cho thấy phần đầu chúng cũng mang cơ quan chứa dầu sáp tương tự cá nhà táng, cơ quan này giúp hỗ trợ lặn sâu và phát ra sóng âm định vị mục tiêu từ xa hàng km. Khả năng phát hiện mục tiêu từ xa bằng sóng âm là thứ mà Megalodon không có được, nếu đối đầu nhau thì Livyatan có thể phát hiện được vị trí của Megalodon trước khi đối thủ nhận ra sự xuất hiện của nó.
- Ngoài bộ răng thì xương hộp sọ dày và cứng cũng là vũ khí lợi hại của Livyatan (khi gặp đối thủ cỡ lớn, Livyatan sẽ sử dụng đầu như một chiếc búa khổng lồ để húc thẳng vào kẻ thù với tốc độ cao, gây tổn thương cơ quan nội tạng của đối thủ, chiến thuật này cũng tương tự như cá voi sát thủ ngày nay). Một số phát hiện gần đây cho thấy các loài cá mập có thể rơi vào trạng thái hôn mê nếu bị lật ngửa bụng, cá voi sát thủ Orca đã biết được nhược điểm đó và áp dụng chiến thuật húc đầu để săn cá mập trắng có kích thước ngang bằng với nó. Vì vậy rất có thể trong quá khứ Livyatan Mevillei cũng biết chiến thuật này để đối phó với Megalodon.
- Loài Megalodon chỉ có một ưu thế là không cần trồi lên mặt nước hít thở không khí như Livyatan.

Thực đơn của siêu cá nhà táng này cũng rất phong phú, từ động vật thân mềm như mực khổng lồ đến các loài cá voi khác (nhiều khi là cả siêu cá mập Megalodon). Những nhà nghiên cứu suy đoán rằng Leviathan có thể săn những con mồi có chiều dài đến 8 mét. Nó có thể bắt mồi bằng bộ hàm to lớn và xé con mồi thành từng mảnh một cách nhanh chóng, hiệu quả với những cái răng khổng lồ.